# Gạo nếp gạo tẻ
Gạo nếp gạo tẻ là một bộ phim truyền hình được thực hiện bởi Vie Channel do Nguyễn Hoàng Anh và Võ Thạch Thảo làm đạo diễn. Phim được mua kịch bản chuyển thể từ bộ phim nổi tiếng của Hàn Quốc - Gia tộc họ Wang (2013). Phần 1 của phim phát sóng vào lúc 20h00 thứ 2, 3, 4 hàng tuần bắt đầu từ ngày 7 tháng 5 năm 2018 và kết thúc vào ngày 15 tháng 1 năm 2019, phần 2 của phim phát sóng vào lúc 20h00 thứ 2, 3, 4 hàng tuần bắt đầu từ ngày 15 tháng 6 năm 2020 và kết thúc vào ngày 7 tháng 10 năm 2020 trên kênh HTV2 - Vie Channel.

## Nội dung

### Phần 1
Gia đình bà Mai và ông Vương, ông Vương - giáo viên dạy lịch sử tại một trường cấp hai, bà Mai làm nội trợ, sống cùng với mẹ và em trai ông Vương. Cả đời nhọc nhằn kiếm tiền vì các con, bà Mai luôn mong muốn các con mình giàu sang và có địa vị xã hội. Hương - cô con gái đầu lòng. Lúc mang thai Hương, cả gia đình rất mong đứa bé sẽ là con trai nên mẹ chồng rất cưng chiều bà Mai. Khi biết Hương là con gái, bà nội rất thất vọng và bạc đãi bà Mai, cùng lúc đó, gia đình gặp nhiều khó khăn nên bà Mai trở nên khó chịu và không hề quan tâm nhiều đến cô con gái đầu lòng này. Đỉnh điểm là đến lúc Hương có bầu trước khi cưới với Công - chồng của Hương, bà Mai lại càng miệt thị Hương nhiều hơn vì cô đã làm mất mặt gia đình. Trong khi đang học dở đại học, Hương phải nghỉ học để nhường cơ hội cho em gái và chú của mình. Mặc dù chịu sự chỉ trích và miệt thị từ mẹ ruột và xã hội, Hương vẫn luôn cố gắng chăm chỉ làm việc để nuôi cả gia đình bé nhỏ. Ngược lại, bà Mai rất cưng chiều Hân - cô con gái thứ hai vì cô lọt vào top 10 Hoa hậu Việt Nam, lấy chồng doanh nhân thành đạt và sau khi cô ra đời, bà Mai trúng xổ số và có tiền sửa sang lại căn nhà. Cô con gái thứ ba tên Minh cũng khiến bà nhức đầu khi tự ý bỏ nghề y để chuyển sang làm biên kịch. Sau đó, bà còn nổi nóng hơn khi cô con gái út tên  Minh nhất quyết lấy người chồng đã từng phải vào tù...

### Phần 2
Hương có với Hải ba người con gái là Minh Hiếu, Minh Thảo, Minh Hiền, trong đó có một bé không phải là con ruột của Hải mà là kết quả từ phút sai lầm của Hương với người đàn ông lạ mặt. Trong khi đó, Quỳnh cũng sinh cho Hải hai đứa con gái. Chưa dừng ở đó, cả hai tiếp tục “cuộc đua” sinh con trai để củng cố địa vị ở nhà chồng.
Sau đó, Quỳnh và Hương cùng mang thai, lại cùng sinh nở trong một ngày và oái oăm thay, Hương mới là người sinh được con trai, Quỳnh tiếp tục sinh ra cặp bé gái song sinh. Hải âm thầm đem đứa con trai của Hương tráo đổi với một trong hai bé gái sinh đôi của Quỳnh. Hương tưởng đứa con thứ bốn của mình là con gái, còn Quỳnh thì dư sức biết chuyện Hải đã tráo con. Cũng trong giai đoạn đó, đứa con gái thứ ba của Hương là bé Minh Hiền bị thất lạc.
Trải qua nhiều biến cố, công ty do Hải đứng tên bị vỡ nợ, Quỳnh ôm tiền bỏ trốn cùng gã thầy bói để lại 4 đứa con cho Hải. Bà Hạ Lan - mẹ Hải dùng hết của cải, tài sản để trả nợ và đi tù thay con trai. Mặc cảm tội lỗi và không dám đối diện với thực tế, Hải hèn nhát bỏ trốn để lại 4 đứa con cho Cúc - người giúp việc nuôi dưỡng. Mặt khác, Hương sau khi mất cha cũng đã ôm hận mà dẫn theo 3 đứa con rời bỏ quê hương. Gia đình Hải với những đứa con của hai người vợ chính thức tan đàn xẻ nghé...

## Diễn viên

### Phần 1
| Diễn viên                             | Vai          |
| ------------------------------------- | ------------ |
| Minh Đức                              | Bà Đào       |
| Hồng Vân                              | Bà Mai       |
| Mai Huỳnh                             | Ông Vương    |
| Lê Phương                             | Hương        |
| Nguyễn Hoàng Anh                      | Công         |
| Thuý Ngân                             | Hân          |
| Trung Dũng                            | Kiệt         |
| Phương Hằng                           | Minh         |
| Bé Ốc Bảo Bảo (†)                     | Khoa         |
| Ngọc Thuận                            | Chú Quang    |
| Phạm Anh Tuấn                         | Nhân         |
| Nguyễn Hậu (†) & Trần Quốc Lợi (thay) | Ông Tuấn     |
| Thiên Hương                           | Bà Linh      |
| Đào Anh Tuấn                          | Ông Lực      |
| Ngân Quỳnh                            | Bà Bích      |
| Thanh Thức                            | Tường        |
| Băng Di                               | Nhi          |
| Puka                                  | Trinh        |
| Thùy Trang                            | Phúc         |
| Quốc Trường                           | Hùng         |
| Nghinh Lộc                            | Hồng         |
| Ngân Chi                              | Bé Miu       |
| Bé Duy Anh                            | Bé Bi        |
| Bé Thanh Tú                           | Bé Bo        |
| Bé Hà Mi                              | Bé Thương    |
| Vũ Ngọc Ánh                           | Lam          |
| Diệu Hiền                             | Châu         |
| Thu Thủy                              | Bà Nhung     |
| Bảo Vĩ                                | Nghĩa        |
| Anh Duy                               | Tài xế Tường |
| Trà My                                | Bà Thu       |
| Thị Lê                                | Bà Vân       |
| Thị Thơm                              | Bà Thảo      |
| Ánh Ngà                               | Vợ Hùng      |
| Minh Chí                              | Ông Phát     |
| Trịnh Tài                             | Đạt          |
| Bửu Hùng                              | Phú          |
| Thúy Diễm                             | Minh Anh     |
| Huỳnh Trang Nhi                       | Bà Lan       |

### Phần 2
| Diễn viên        | Vai                              |
| ---------------- | -------------------------------- |
| Minh Đức         | Bà Hạ Lan                        |
| Trung Dũng       | Ông Hải                          |
| Khánh Huyền      | Bà Cúc                           |
| Đào Anh Tuấn     | Ông Phát                         |
| Cát Tường        | Bà Quỳnh                         |
| Trịnh Kim Chi    | Bà Hương                         |
| Lê Thiện         | Bà Năm                           |
| Phi Phụng        | Bà Lý                            |
| Thụy Mười        | Loan                             |
| Lê Khánh         | Bảo Trâm                         |
| Huỳnh Đông       | Thiên Long                       |
| Tú Vi            | Minh Hiếu                        |
| Trần Thùy Trang  | Bà Quỳnh (trẻ)/Minh Thảo         |
| Dương Hoàng Anh  | Phan Duy                         |
| Tường Vi         | Bảo Anh                          |
| S.T Sơn Thạch    | Đông Quân                        |
| Anh Tú           | Chí Dũng                         |
| Puka             | Hồng                             |
| Thúy Ngân        | Bà Hương (trẻ)/Bảo Châu/Minh Hoà |
| Song Luân        | Kim Sơn                          |
| Phạm Anh Tuấn    | Tuấn Béo                         |
| Jun Phạm         | Bảo Minh                         |
| Khánh Linh       | Thủy Tiên                        |
| Phương Hằng      | Minh Khánh                       |
| Tiko Tiến Công   | Bé Ba                            |
| Võ Điền Gia Huy  | Hoàng                            |
| Ngọc Thuận       | Chú Quang (trẻ)/Khang            |
| Thanh Thức       | Mạnh                             |
| Xuân Trang       | Ông Quang                        |
| Hoàng Trinh      | Bà Hà                            |
| Nguyễn Đức Thịnh | Ông Nguyên                       |
| Thanh Hiền       | Mộng                             |
| Thanh Lan        | Bà Cúc (trẻ)                     |
| Xuân Văn         | Trân                             |
| Hà Phương Thu    | Xáo                              |
| Trương Mỹ Nhân   | My My                            |
| Lê Minh Thành    | Thế Sĩ                           |
| Diệu Hiền        | Bảo Hân                          |
| Mạnh Phương      | Tiến                             |
| Don Nguyễn       | Anh Tám                          |
| Phương Bình      | Ông Hùng                         |
| Trần Thanh Hiền  | Bà Hai                           |
| Lê Trang         | Chị Bông                         |
| Thanh Vân        | Chị Tím                          |
| Gia Hân          | Bé Khoai Tây                     |
| Ngân Chi         | Bé Cà Rốt                        |

## Nhạc phim
| Bài hát              | Sáng tác                                                      | Trình bày          |
| -------------------- | ------------------------------------------------------------- | ------------------ |
| Đi tìm tình yêu      | Nhạc Hàn Quốc: Find Love Find Life Lời Việt: Đinh Trung Chính | Ôn Vĩnh Quang      |
| Ký ức đánh rơi       | Nhạc và lời: Tăng Nhật Tuệ                                    | Trung Kiên         |
| Khoảng cách tình yêu | Nhạc và lời: Tăng Nhật Tuệ                                    | Junki Trần Hòa     |
| Yêu rồi              | Nhạc và lời: Tăng Nhật Tuệ                                    | Tino và Hằng Trịnh |

## Tiếp thị
Ngày 9 tháng 6 năm 2018, ê-kíp làm phim đã có buổi tiếp thị phim với bà con tiểu thương Chợ Bà Chiểu.

## Đón nhận

### Phần 1
Hai kênh là HTV2 - Vie Channel và VTVCab 1 - Vie Giải Trí (kênh chiếu bộ phim Gạo nếp gạo tẻ) lần đầu tiên trong lịch sử nhận được lượng khán giả quan tâm theo dõi đông đảo. Kênh YouTube của HTV2 và Vie Giải Trí cũng được khán giả đón xem nhờ đăng tải phim Gạo nếp gạo tẻ với bản quyền chính thức đã thu hút gần 200 triệu lượt theo dõi. Có thể nói đây là một trong những bộ phim truyền hình thu hút người xem nhiều nhất trên YouTube tại thời điểm phim phát sóng. Trong nhiều tháng phát sóng sau đó, cái tên “Gạo nếp gạo tẻ” thường xuyên xuất hiện trong số những từ khóa được tìm kiếm phổ biến nhất trên mạng, nhanh chóng trở thành bộ phim đánh dấu cho sự trở lại của phim truyền hình miền Nam sau thời gian được cho là "ngủ đông" vì thua lỗ, không có tác phẩm ấn tượng.
Số lượng người xem phim Gạo nếp gạo tẻ đã tăng lên nên đạo diễn Nguyễn Hoàng Anh ban đầu đã quyết định tăng lên 99 tập. Việc này từng được kỳ vọng là "sẽ làm thay đổi cái kết vốn được coi là không thực sự thỏa đáng của bản gốc." Thế nhưng, khi phim đã phát đến tập 97, khán giả đang mong đợi một cái kết hợp tình hợp lý thì phim bất ngờ được tăng lên 109 tập. Quyết định này sau đó đã gây ra nhiều phản ứng trái chiều trong dư luận.
Bên cạnh đó, nhiều khán giả còn nhận xét, càng về sau, nội dung các tập phim càng bị đuối, nhiều tình tiết kéo dài lê thê. Có khán giả phản ứng: "Từ tập 90 trở đi, chúng tôi không rõ đang xem phim hay xem quảng cáo, bởi cứ 5 phút là quảng cáo. Nội dung phim thì theo kiểu “cố tình câu view”, xây dựng tình huống nhưng lại không có cao trào. Ngay cả tâm lí nhân vật cũng không thực tế”.
Sự phẫn nộ của khán giả đã lên tới đỉnh điểm là khi khán giả muốn xem Gạo nếp gạo tẻ online buộc phải tải phần mềm mới xem được. Chính điều này đã là “giọt nước tràn ly”, khiến khán giả đồng loạt quay lưng lại với bộ phim vì cho rằng đã hết lần này đến lần khác “dắt mũi” khán giả và tham lam, sa đà vào tiền quảng cáo.
Với những thành công vang dội từ những tập đầu, càng về những tập cuối, Gạo nếp gạo tẻ đã khiến người xem thất vọng khi không còn giữ được sức hút như trước nữa.

### Phần 2
Bằng việc khai thác một câu chuyện hoàn toàn mới so với phần đầu tiên, Gạo nếp gạo tẻ 2 đã được kỳ vọng là sẽ hay và chất lượng hơn so với phần phim trước. Tuy nhiên, chỉ sau 9 tập phát sóng, bộ phim đã bị cho là "rắc rối" và "khó hiểu" khi xuất hiện quá nhiều tuyến nhân vật mới mà không có một giải thích cụ thể đã làm cho người xem "rối rắm", cộng với đó là việc các quảng cáo liên tục xuất hiện trên phim khiến mạch phim bị loãng, thiếu điểm nhấn và càng về những tập về sau thì lại càng lan man và khó hiểu, không có một cách giải quyết cụ thể - nhất là những tập về cuối, khiến cho độ nổi bật của phim ngày càng giảm và không còn hay như trước. Thậm chí, số lượt xem trung bình trên dịch vụ trực tuyến ở phần 2 còn giảm gần 10 triệu lượt so với phần 1.

## Giải thưởng
| Năm  | Tên giải                                   | Hạng mục                                          | Đề cử           | Kết quả   | Tham khảo |
| ---- | ------------------------------------------ | ------------------------------------------------- | --------------- | --------- | --------- |
| 2018 | WeChoice Awards                            | Phim truyền hình của năm                          | Gạo nếp gạo tẻ  | Đoạt giải | [ 12 ]    |
| 2018 | Liên hoan truyền hình toàn quốc lần thứ 38 | Giải vàng phim truyền hình                        | Gạo nếp gạo tẻ  | Đoạt giải | [ 13 ]    |
| 2018 | Liên hoan truyền hình toàn quốc lần thứ 38 | Nữ diễn viên chính xuất sắc nhất                  | Lê Phương       | Đoạt giải | [ 13 ]    |
| 2018 | Giải Mai Vàng                              | Bộ phim truyền hình được yêu thích nhất           | Gạo nếp gạo tẻ  | Đoạt giải | [ 14 ]    |
| 2018 | Giải Mai Vàng                              | Nam diễn viên Điện ảnh truyền hình được yêu thích | Trung Dũng      | Đoạt giải | [ 14 ]    |
| 2018 | Giải Mai Vàng                              | Nữ diễn viên Điện ảnh truyền hình được yêu thích  | Thúy Ngân       | Đoạt giải | [ 14 ]    |
| 2018 | Giải Mai Vàng                              | Bài hát được yêu thích nhất                       | Đi tìm tình yêu | Đoạt giải | [ 14 ]    |
| 2019 | Cánh Diều Vàng                             | Nữ diễn viên phụ xuất sắc nhất                    | Phương Hằng     | Đoạt giải | [ 15 ]    |
| 2019 | Cánh Diều Vàng                             | Phim truyện truyền hình                           | Gạo nếp gạo tẻ  | Đề cử     | [ 15 ]    |